# Morteratschgletscher

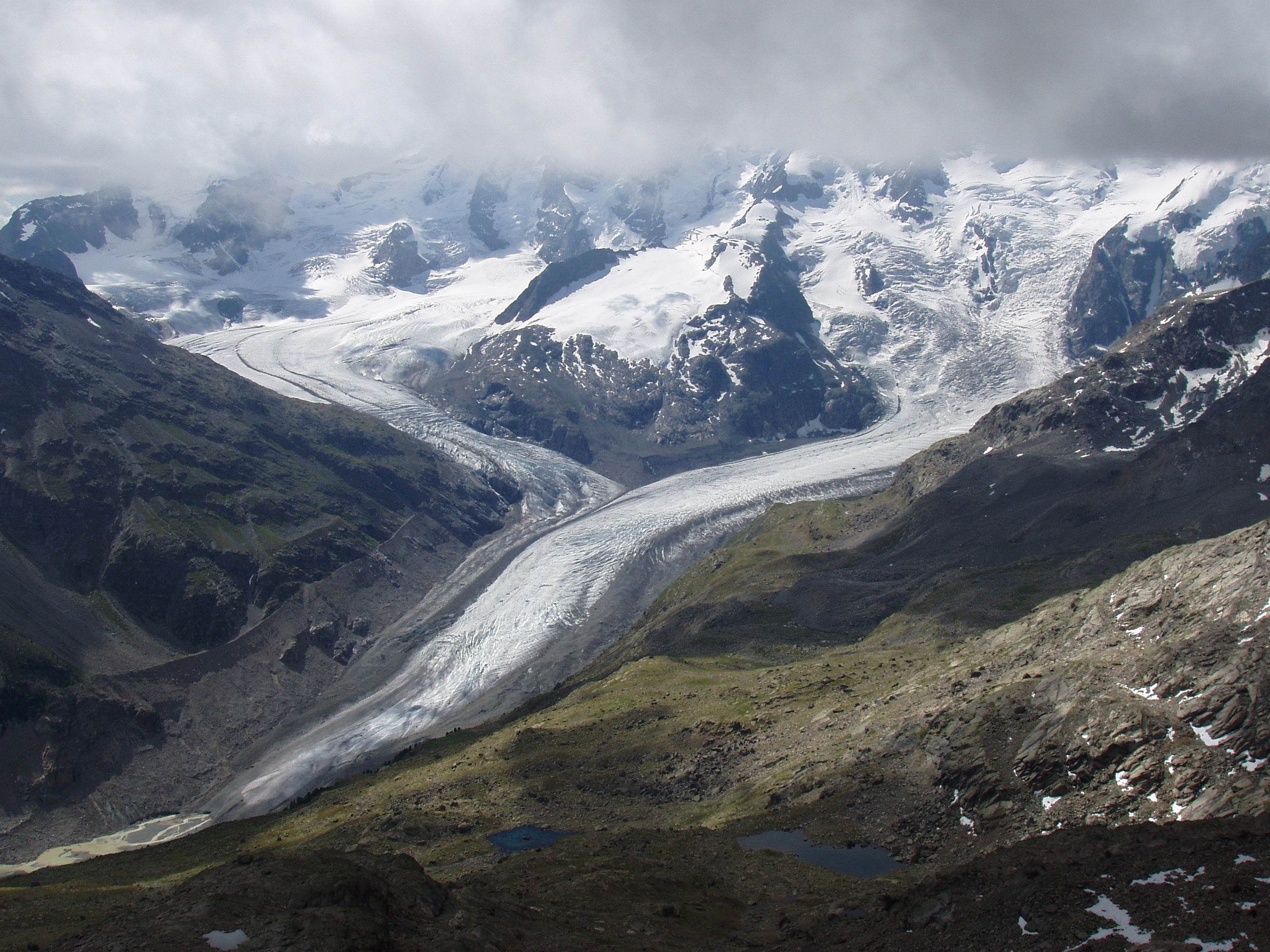
Widok na lodowce Morteratschgletscher i Persgletscher

Morteratschgletscher (w języku retoromańskim Vadret da Morteratsch) – lodowiec górski w Alpach, o największej powierzchni w Berninagruppe, położony w Szwajcarii.
Znajduje się w górnej Engadynie w regionie Maloja w kantonie Gryzonia. Według danych z 2008 r. jego długość wynosi 6,4 km przy deniwelacji ok. 2000 m. Sięga aż po szczyt Punta Perrucchetti (4020 m n.p.m.). Jego powierzchnia, wraz z zasilającym go lodowcem Pers, wynosi ok. 15,4 km².
Lodowiec, podobnie jak prawie wszystkie inne lodowce alpejskie, jest obecnie w stanie regresji. W latach 1878–1998 czoło lodowca cofnęło się łącznie o 1,8 km, czyli cofało się rocznie średnio o 17,2 m. W ostatnich latach proces recesji przyspieszył: w latach 1999-2005 lodowiec cofał się już rocznie średnio o 30 m. W 2008 r. jego czoło znajdowało się na wysokości ok. 2020 m n.p.m.
Potok Bernina, wypływający spod lodowca, zasila rzekę Inn.

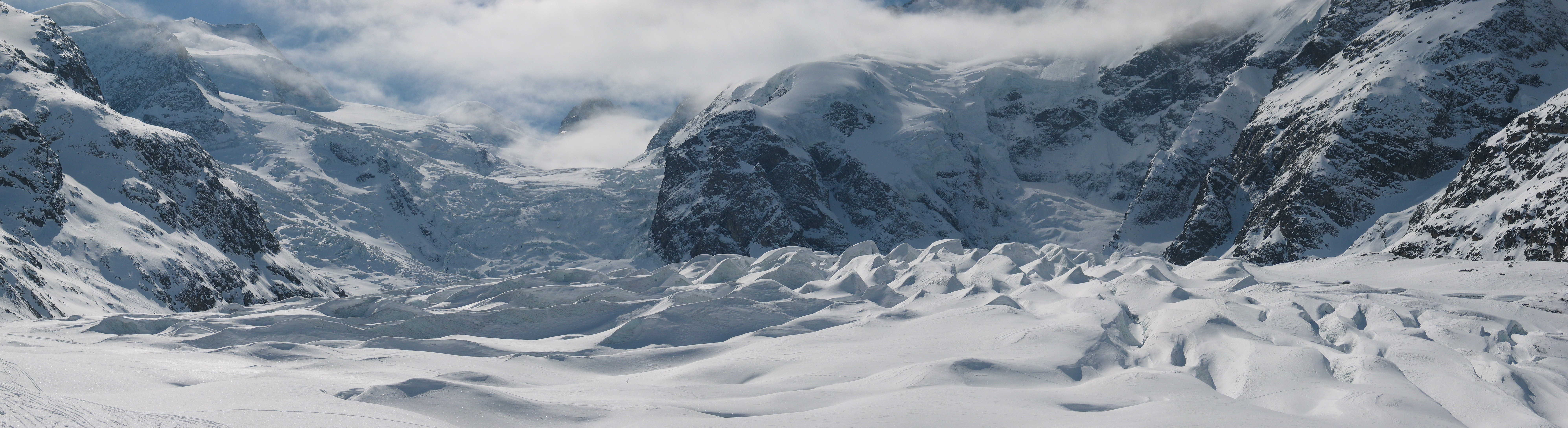
Panorama lodowca Morteratschgletscher w Masywie Berniny, Alpy